# Teinholmane
Teinholmane est une île norvégienne du comté de Hordaland appartenant administrativement à Austevoll.

## Description
Rocheuse et désertique, elle s'étend sur environ 197 m de longueur pour une largeur approximative de 102 m.